# جاك كوكس
جاك كوكس (بالإنجليزية: Jack Cox)‏ (21 ديسمبر 1877 بليفربول في المملكة المتحدة - 11 نوفمبر 1955 في المملكة المتحدة) هو مدرب كرة قدم ولاعب كرة قدم بريطاني (وحمل سابقاً جنسية المملكة المتحدة لبريطانيا العظمى وأيرلندا) في مركز الوسط. شارك مع منتخب إنجلترا لكرة القدم. أما مع النوادي، فقد لعب مع نادي بلاكبول ونادي ليفربول.

## وصلات خارجية
- جاك كوكس على موقع ناشيونال فوتبول تيمز (الإنجليزية)
- جاك كوكس على موقع عالم كرة القدم.نت (الإنجليزية)